# Sicyos undara
Sicyos undara är en gurkväxtart som beskrevs av I.Telford och P.Sebastian. Sicyos undara ingår i släktet hårgurkor, och familjen gurkväxter. Inga underarter finns listade i Catalogue of Life.